# Mrchojedy (Meclov)
Mrchojedy (německy Murchowa) jsou vesnice, část obce Meclov v okrese Domažlice v Plzeňském kraji. V roce 2011 zde trvale žilo 24 obyvatel.
Mrchojedy jsou vesnice ulicového typu mezi lesy okolo malého rybníka čtyři kilometry jižně od Horšovského Týna, stranou silnice do Domažlic, vedoucí přes les Háje. 

## Historie
První písemná zmínka o vesnici pochází z roku 1539, ale jiné zdroje uvádí rok 1542. Urbář z roku 1587 uvádí 4 dvory a roku 1654 berní rula 5 hospodářů jako příslušenství panství Horšovský Týn. V roce 1785 je tu 12 domů, v roce 1839 už 17 domů a roku 1939 dokonce 23 usedlostí. Podle posledního sčítání v roce 1991 tu trvale žilo 10 obyvatel. Ostatní stavení užívají chalupáři a mezi nimi i písničkář Jaroslav Hutka. Pod kaštany na návsi se vedle kříže z roku 1911 choulí malá čtyřboká kaple s polygonálním závěrem, postavená v roce 1934 a zasvěcená Nejsvětější Trojici. Stanová střecha nese malou zvonici. Zachovány jsou některé vjezdy do dvorů a štuková fasáda na čp. 19.

## Obyvatelstvo
| Rok            | 1869 | 1880 | 1890 | 1900 | 1910 | 1921 | 1930 | 1950 | 1961 | 1970 | 1980 | 1991 | 2001 | 2011 | 2021 |
| -------------- | ---- | ---- | ---- | ---- | ---- | ---- | ---- | ---- | ---- | ---- | ---- | ---- | ---- | ---- | ---- |
| Počet obyvatel | 79   | 74   | 82   | 91   | 106  | 90   | 93   | 55   | 59   | 47   | 18   | 10   | 17   | 24   | 29   |
| Počet domů     | 17   | 17   | 17   | 18   | 17   | 17   | 19   | 22   | 22   | 13   | 9    | 9    | 10   | 11   | 13   |

## Obecní správa
Při sčítání lidu v letech 1850–1879 Mrchojedy byly osadou obce Třebnice v okrese Horšův Týn. V letech 1880–1899 byly osadou obce Bozdíš v okrese Horšův Týn. V letech 1900–1920 byly osadou obce Výrov v okrese Horšův Týn. V letech 1921–1960 byly samostatnou obcí v okrese Horšovský Týn. V letech 1961–1980 byly znovu částí obce Třebnice v okrese Domažlice. Od 1. července 1980 jsou částí obce Meclov v okrese Domažlice.

## Galerie

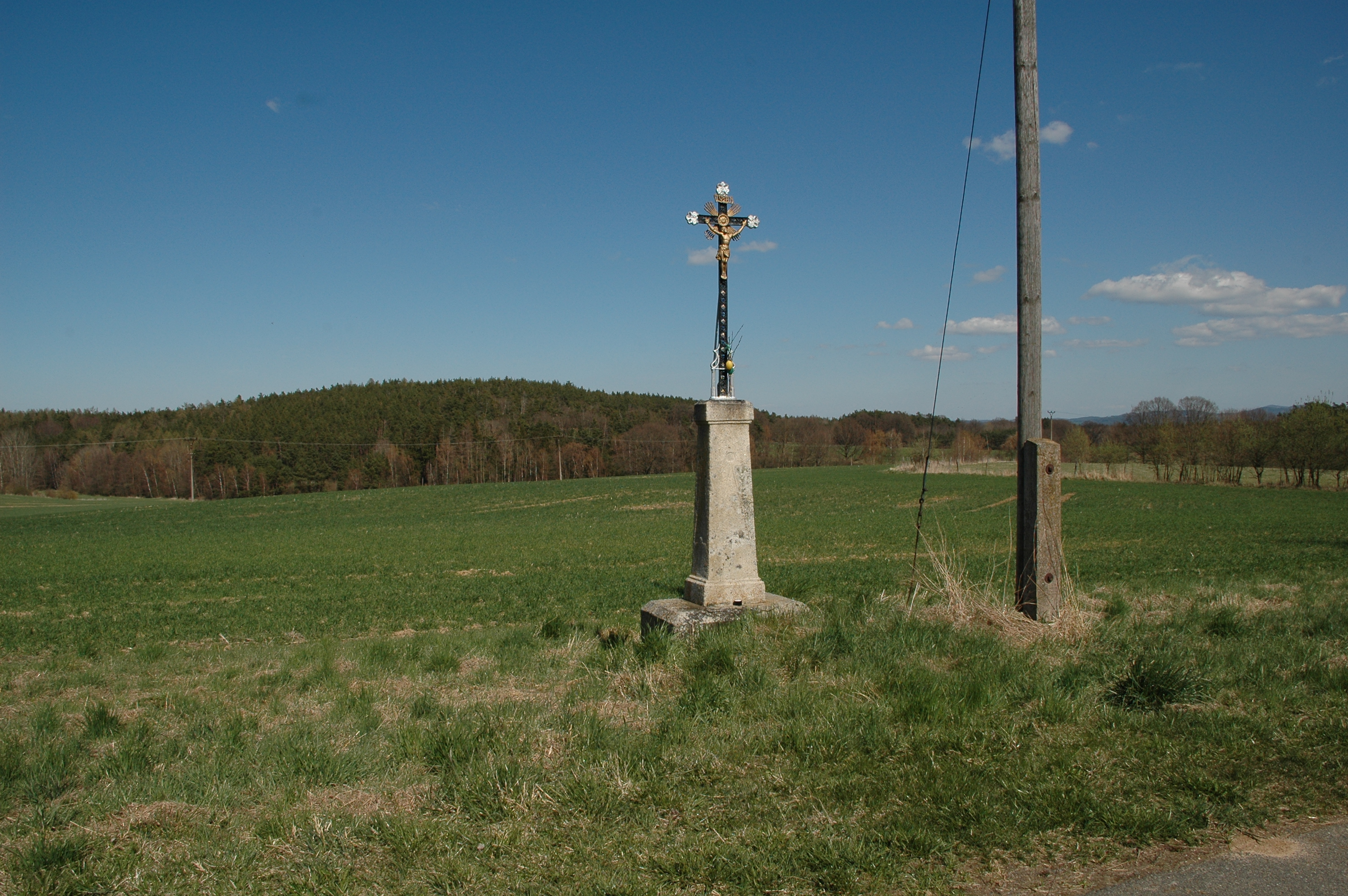
Boží muka před vsí
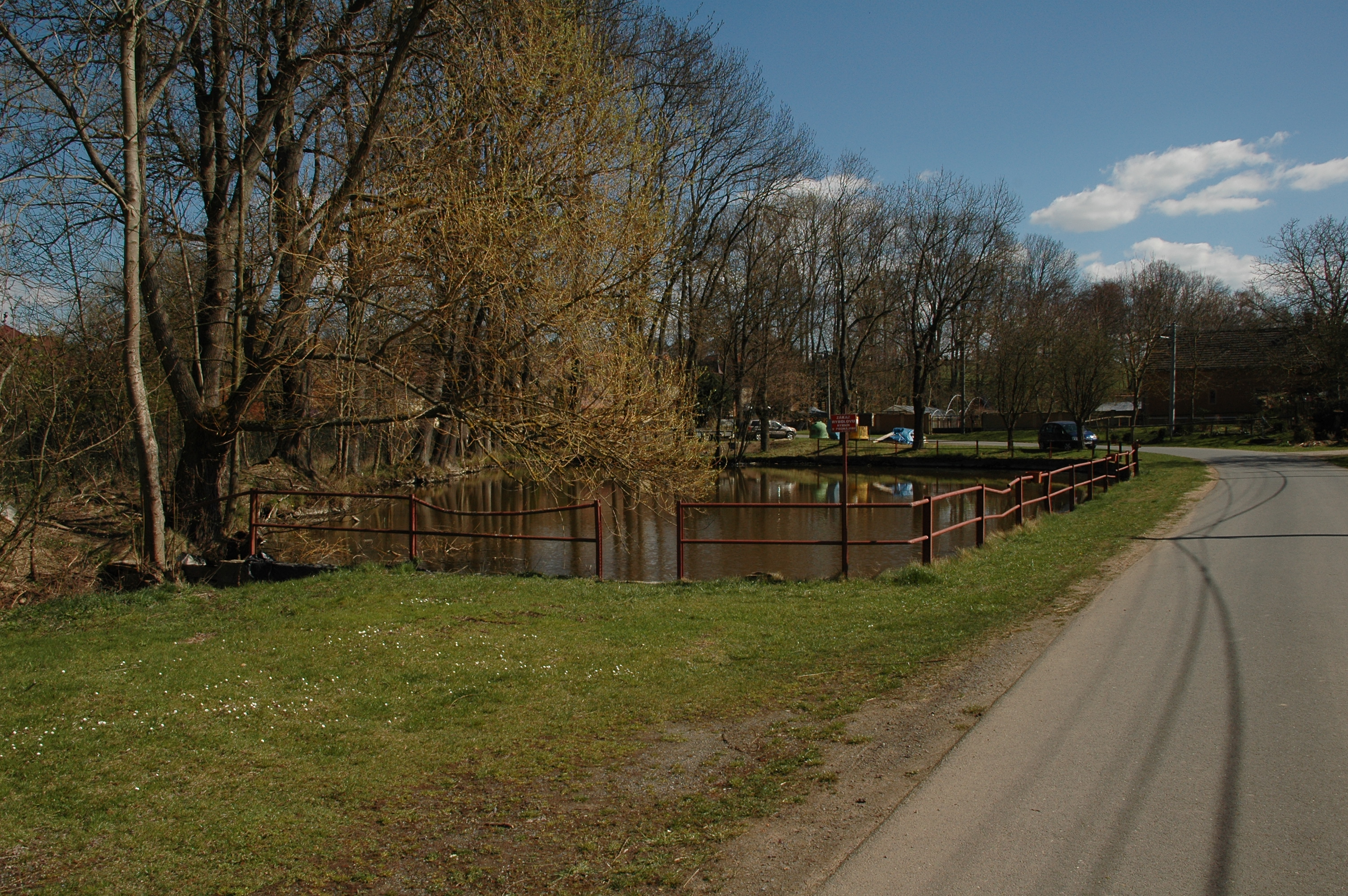
Vodní nádrž
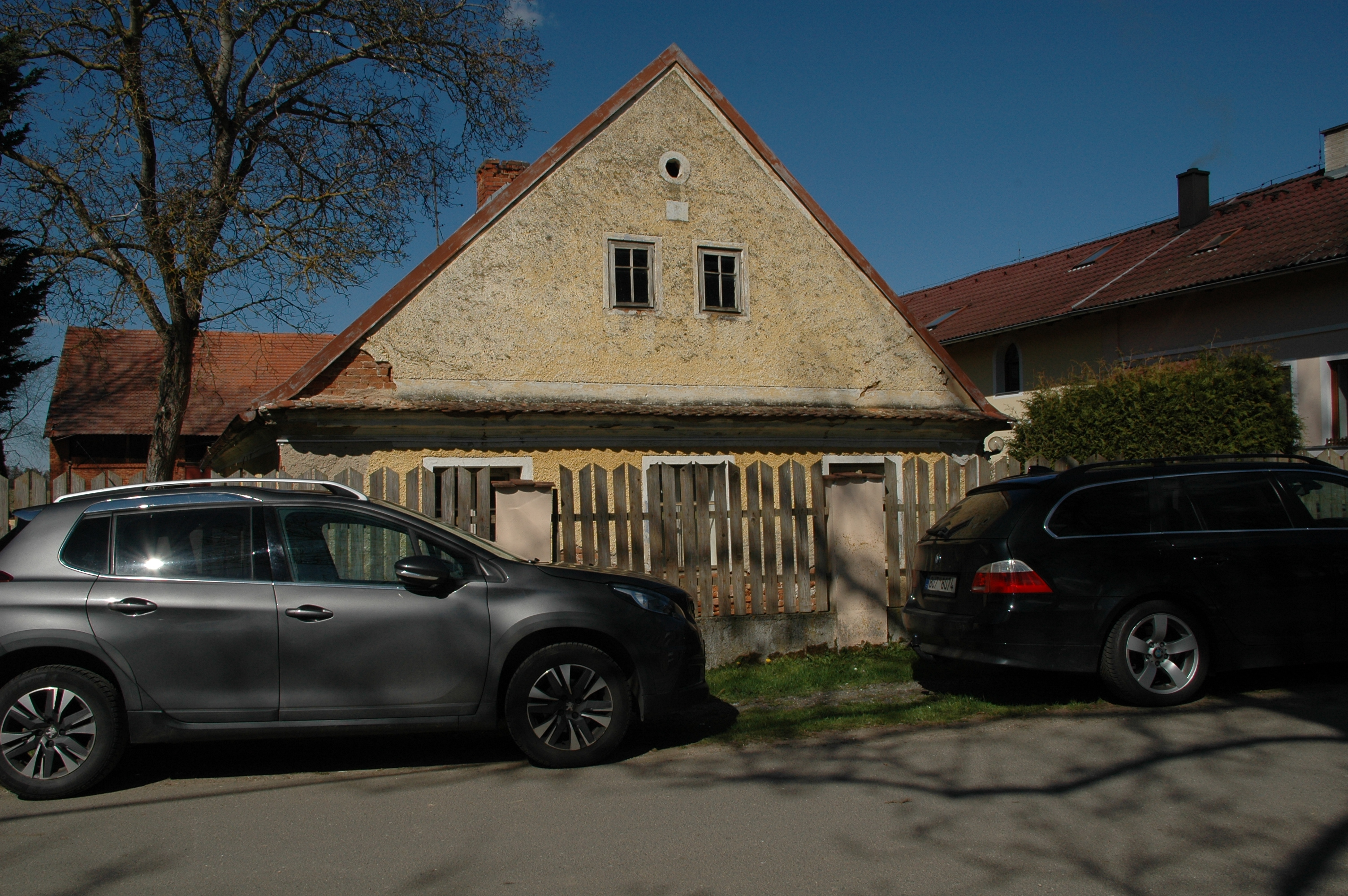
Chalupa